# Mkhare

Regioni della Georgia

Le regioni della Georgia (in georgiano მხარე?, mkhare) costituiscono la suddivisione territoriale di primo livello del Paese e ammontano a 9; ad esse sono equiordinate le repubbliche autonome dell'Abcasia e dell'Agiaria, nonché la città autonoma di Tbilisi (Regione della Capitale). Ciascuna regione si suddivide a sua volta in municipalità (o distretti).
La suddivisione in regioni, stabilita dai decreti presidenziali del 1994 e del 1996, è contemplata come transitoria, in attesa che vengano definite le rivendicazioni secessioniste in Abcasia e in Ossezia del Sud, quest'ultima suddivisa tra quattro regioni.
L'amministrazione regionale è diretta dal Commissario di Stato (სახელმწიფო რწმუნებული, sakhelmts'ipo rts'munebuli, spesso tradotto come "governatore"), un ufficiale designato dal presidente della Georgia.

## Lista
| Mappa | Regione                                                   | Endonimo                      | Capoluogo   | Popolazione (1º gennaio 2021) | Superficie (km²) |
| ----- | --------------------------------------------------------- | ----------------------------- | ----------- | ----------------------------- | ---------------- |
|       | Cachezia                                                  | კახეთი                        | Telavi      | 309 600                       | 11 375           |
|       | Guria                                                     | გურია                         | Ozurgeti    | 107 100                       | 2 033,2          |
|       | Imerezia                                                  | იმერეთი                       | Kutaisi     | 481 500                       | 6 414,7          |
|       | Kvemo Kartli                                              | ქვემო ქართლი                  | Rustavi     | 437 300                       | 6 436,2          |
|       | Mingrelia-Alta Svanezia                                   | სამეგრელო-ზემო სვანეთი        | Zugdidi     | 308 400                       | 7 468,2          |
|       | Mtskheta-Mtianeti                                         | მცხეთა-მთიანეთი               | Mtskheta    | 93 400                        | 5 606            |
|       | Rach'a-Lechkhumi e Kvemo Svaneti                          | რაჭა-ლეჩხუმი და ქვემო სვანეთი | Ambrolauri  | 28 500                        | 4 600            |
|       | Samtskhe-Javakheti                                        | სამცხე-ჯავახეთი               | Akhaltsikhe | 151 100                       | 6 412,8          |
|       | Shida Kartli                                              | შიდა ქართლი                   | Gori        | 254 100                       | 3 428,3          |
|       | Abcasia Repubblica autonoma Autoproclamatasi indipendente | აფხაზეთი                      | Sukhumi     | 240 705 (censimento del 2011) | 8 665            |
|       | Agiaria Repubblica autonoma                               | აჭარა                         | Batumi      | 354 900                       | 2 900            |
|       | Tbilisi Città autonoma                                    | თბილისი                       | -           | 1 202 700                     | 504,2            |

### Ossezia del Sud
L'autoproclamata Repubblica dell'Ossezia del Sud si estende su quattro regioni: Shida Kartli, Rach'a-Lechkhumi e Kvemo Svaneti, Imerezia e Mtskheta-Mtianeti.
| Mappa | Area                            | Endonimo                  | Capitale   | Popolazione | Superficie |
| ----- | ------------------------------- | ------------------------- | ---------- | ----------- | ---------- |
|       | Repubblica dell'Ossezia del Sud | Республикæ Хуссар Ирыстон | Tskhinvali |             |            |